# Tour Saint-Gobain
Tour Saint-Gobain este o clădire de birouri din districtul financiar La Défense din Courbevoie, Franța. Zgârie-nori inițial a fost construit în 2019 și avea 178 de metri.
Acesta găzduiește sediul companiei franceze Saint-Gobain. Are 177,95 metri înălțime.
Prima piatră a fost pusă pe 19 aprilie 2017 de Pierre-André de Chalendar, Președinte și CEO Saint-Gobain, Gabriele Galateri di Genola Generali, Președinte și Xavier Huillard, Președinte și CEO Vinci.